# Pupinov most
Pupinov most u Beogradu povezuje Zemun i Borču, preko Dunava. Njegova izgradnja najvećim delom je bila finansirana iz kredita kineske banke „Eksim“ i izgradila ga kineska firma „Čajna roud end bridž korporejšn“ ("CRBC"), pa je zbog toga u početku bio zvan Kineski. Oktobra 2014, Skupština grada ga je preimenovala u Pupinov most, po Mihajlu Pupinu.

## Položaj
Most povezuje Zemun i Borču i deo je Spoljne magistralne tangente (SMT). U Zemunu, most je povezan sa ulicom T-6 jugozapadno od naselja Nova Galenika, a u Borči – sa Zrenjaninskim putem, severno od naselja. Pristupne saobraćajnice obuhvataju i vezu Zrenjaninskog sa Pančevačkim putem.
Pupinov most je tek drugi beogradski most preko Dunava, nekoliko kilometara uzvodniji od Pančevačkog mosta.

## Tehničke karakteristike
Most je dugačak 1.482 metra, širok 29,1 metara i visok 22,8 metara, sa ukupno šest kolovoznih traka i pešačko-biciklističkim stazama sa obe strane. Most ima jedan veći raspon za prolaz brodova. Dužina svih pristupnih saobraćajnica biće 21,6 km.
Prema uslovima iz predugovora, potpisanog 23. oktobra 2009. godine između Vlada Srbije i Kine, ukupna vrednost izgradnje mosta trebalo bi da bude 170 miliona €, od čega će 25,5 miliona € finansirati Vlada Srbije, a 144,5 miliona € – kineska banka „Eksim“, uz poček od tri godine, fiksnu kamatnu stopu od 3% godišnje i rok otplate od 15 godina.

## Izgradnja
Pupinov most izgradila je kineska firma „Čajna roud end bridž korporejšn“, uz uslov da 45% korišćenog građevinskog materijala bude iz Srbije.
Prvobitno je planirano da početak radova bude svečano označen u julu, a da radovi počnu u septembru 2010. godine. U oktobru 2010. je javljeno da gradnja počinje na proleće 2011, nakon što do kraja novembra bude gotov idejni projekat sa predračunom i predmerom radova Planirano je da most bude dovršen do kraja 2013. godine. Ambasador NR Kine u Beogradu je juna 2011. izjavio da bi trebalo da izgradnja počne u drugoj polovini iste godine, u septembru
Gradilište je otvoreno jula 2011. godine. Na Kinesku novu godinu 23. januara 2012. kineske radnike je posetio „Valter“, popularni glumac Velimir Živojinović U septembru 2012. godine, prilikom obilaska gradilišta, tadašnji gradonačelnik Đilas je najavio da će most biti gotov do kraja 2014. godine
.
Most su u januaru 2013. obišli premijer Dačić, ministar Mrkonjić i predsednik Skupštine grada Aleksandar Antić, koji je rekao da je rok za završetak radova na mostu i puštanje u saobraćaj 27. oktobar 2014, uz želju da to bude 20. oktobra na 70. godišnjicu oslobođenja Beograda.
Most je spojen, odnosno na njemu su izlivanjem poslednjeg kubika betona završeni glavni radovi u julu 2014, nakon čega je na mostu trebalo završiti sigurnosne ograde, pešačke staze i hidroizolaciju.
Most je najzad nazvan Pupinov most 24. oktobra 2014. godine, a otvoren je 18. decembra iste godine.

## Spoljašnje veze
- Sve vesti o Mostu Zemun - Borča - Sajt leve obale Dunava u Beogradu - LOBI INFO